# ZAP (ゲーム)
ZAP（ザップ）は、コンピュータゲームにおいて、一定の条件を満たさなければ次の面に進めず、過去にクリアした面まで戻されるシステムである。
もともとはアメリカン・コミックスにおいて使われているオノマトペで、電気的衝撃やレーザービームなどの放電を意味している。後に問答無用の消去や創造者（比喩的にゲームクリエイターなどを意味する）の制裁をも表すようになった。

## 概要
難易度上昇や謎解きの一環として採用されたシステムとされる。面をクリアしても一定の条件が満たされていなければ、そこから先には進めず前の面に戻ってやり直しとなる。
このシステムを悪用して永久パターンを構築した例が後を絶たなかったことから、現在ではアーケードゲームには採用されなくなっている。

## 採用例
ドルアーガの塔
あらかじめ対策が取られており、ZAPすると再取得不可能なクリア必須アイテムを失う上、それ以降クリア不可能な状態に陥るため、ZAPしても実際は永久パターンは成立しない。しかし、これを利用したスコア稼ぎが横行した。
グーニーズ
仲間を救出しなくても鍵さえあればステージクリア出来るが、ステージ5終了時に子供たちを5人全員救出していない場合はラストステージに行けずステージ1に戻される。
バブルボブル
一人プレイ時でラウンド100（最終面）のラストボスを倒しても必ずZAPするので事実上のループゲームである。エンディングを見るには二人プレイでラストボスを倒す必要がある。
レインボーアイランド
ラウンド40（最終面）でラストボスを倒したあとにシークレットドアに入りクリアアイテムの"ダイヤモンドロッド"を取らずに外へ出るとラウンド40のエリア3から再スタートとなる。緻密なパターン作りが要求されるが、この限られたエリア内でも再度小ダイヤを順番に7つ揃えることが可能であり、ダイヤを揃える→シークレットドアに入る→ロッドを取らずに出るの繰り返しでZAPによる実力永久パターンが可能。
沙羅曼蛇
ラスボスを倒さずに進むと、脱出後、エンディングが流れずに次周のどこかの面（得点の千の位で決まる）に飛ばされる。
大魔界村
2周目のみ可能。2周目5面のボス"ベルゼバブ"を特定の武器以外で倒すと5面のスタート位置に戻されるがスコアが入る上、任意のタイミングでクリアが可能な状況をプレイヤー自身で簡単に作り出せるので実力永久パターンになる。
スーパーゼビウス ガンプの謎
「ニメ」というガンプの偵察機が登場。画面下部から現れ、すぐ去って行く。3機出現し、エリアクリアの鍵を握る。一機でも撃墜し損ねるとソルバルウはガンプの罠にはまり、エリア15に戻されてしまう。
白き鋼鉄のX2
通常クリア後にとある場所に現れる扉を進むと発生。最初のステージからやり直しになるが、ステージは横スクロールアクションゲーム屈指の高難易度に再構成されており、入手した技も破損扱いになり収集しなおす必要がある。こちらをクリアしない限り本当のエンディングを見ることが出来ない仕様。